# Сабіха-Султан
Сабіха-Султан (тур тур. Rukiye Sabiha Sultan; осман. رقیہ صبیحه سلطان ; 2 квітня 1894 — 26 серпня 1971) — османська принцеса, дочка султана Мехмеда VI та його першої дружини Назікеди Кадин. Вона була першою дружиною Шехзаде Омера Фарука, сина Абдулмеджида II і Шехсувар-Ханим.

## Раннє життя
Сабіха Султан народилася 2 квітня 1894 року в палаці свого батька в Ортакьой. Її батьком був Мехмед VI, син Абдулмеджида I і Гюлюсту-Ханим. Її матір'ю була Назікеда-Кадин, дочка Хасана Маршана та Фатми Хорекан Аредба. Вона була третьою донькою, яку народили її батько та мати. У неї було дві сестри, Феніре-Султан, на шість років старша за неї, і Ульвіє-Султан, на рік старша за неї.
Учителем Сабіхи та її старшої сестри Ульвіє-Султан був призначений Рефік Бей, син Міхріфелек-Ханим, другий калфа султана Абдул-Меджида I. Грі на фортепіано дівчата вчилися у мадам Вочіно.

## Шлюб

### Залицяльники
Коли її батько зійшов на престол у 1918 році, Сабіха була ще неодружена, але мала кількох шанувальників. Ті, хто її знав, завжди казали, що вона не була схожа на інших жінок родини Османів. «Сабіха Султан була іншою», — сказав турецький поет Ях'я Кемаль.
Вважається, що її першим залицяльником був Рауф Орбай, родич дружини султана Абдул-Гаміда II, Сазкар-Ханим. За ним пішов Махмуд Кемаль-паша. Іншим був Фуад-Бей з клану Бабанзаде. Капітан Сафвет Арикан, лейтенант Суфі-Бей з Дамаска були іншими женихами, але жоден з них не був прийнятий. Іншим залицяльником був Мехмед Алі-паша, племінник Ахмеда Мухтара-паші.
Її заручини з Ахмадом Шахом Каджаром, останнім правлячим членом династії Каджарів, і Мустафою Кемалем Ататюрком були втрачені на користь її троюрідного брата Шехзаде Омера Фарука, таким чином вона втратила свій шанс стати першою «Першою леді» новонародженої Турецької Республіки.

### Весілля

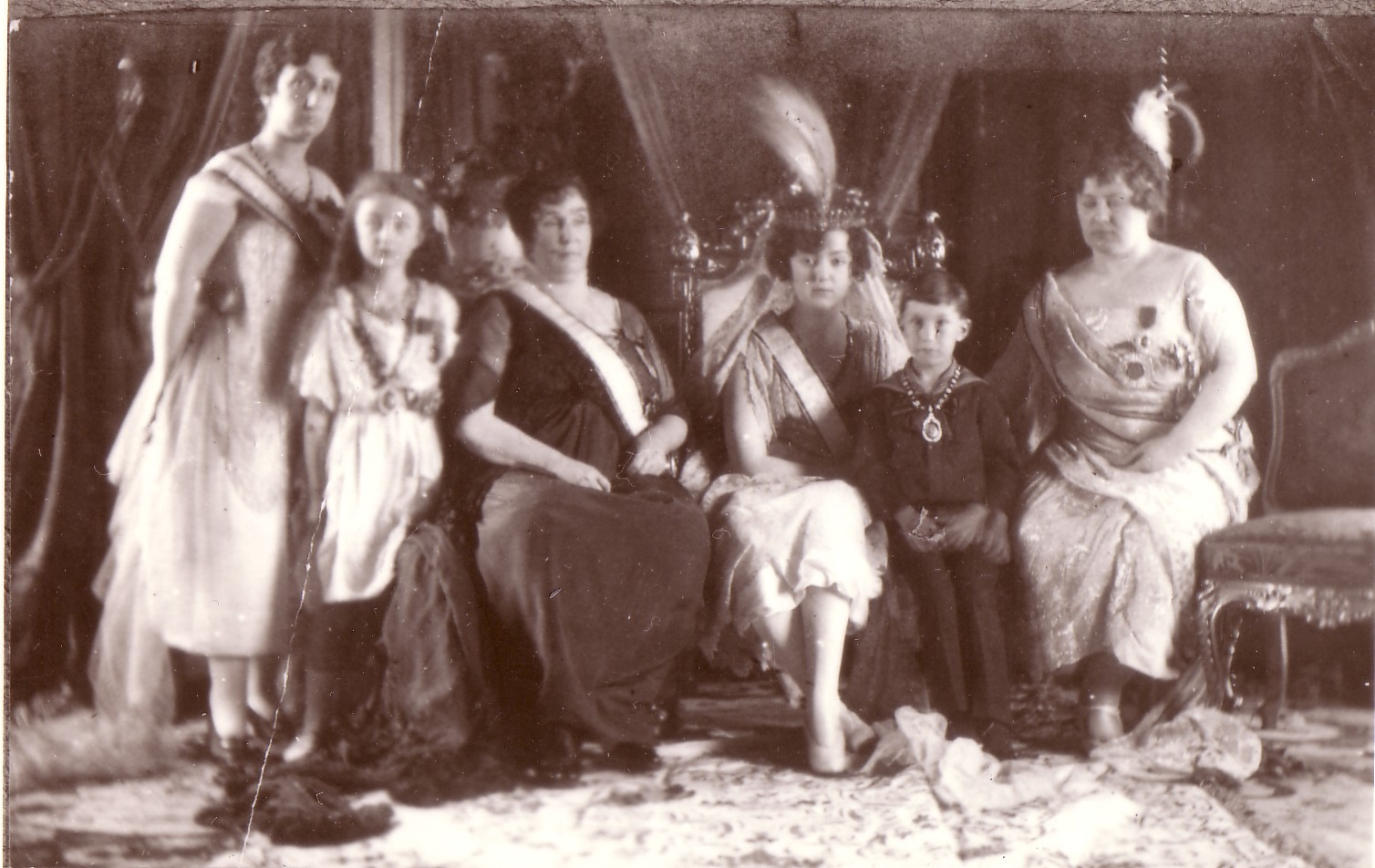
Сабіха (третя справа) у день свого весілля

Сабіха та на чотири роки молодший за неї Шехзаде Омер Фарук, син Абдулмеджида II, останнього халіфа Османського халіфату та Шехсувар-Ханим, були закохані одне в одного. Коли Абдул-Меджид попросив руки Сабіхи для свого сина, Мехмед категорично відмовився, оскільки не існує такого поняття, як шлюб між двоюрідними братом та сестрою. Шехсувар-Ханим, мати принца, звернулася до Назікеди та зуміла її переконати.
Шлюб відбувся 5 грудня 1919 року в павільйоні священних реліквій палацу Топкапи. Вінчання здійснив Шейхуліслам Хайзаде Ібрагім Ефенді. Заступником Сабіхи-Султан був Башкатіп Алі Фуад Бей, а заступником Омера Фарука — Омер Явер-паша. Весілля відбулося через чотири місяці, 29 квітня 1920 року в палаці Їлдиз.
У травні 1920 року, через десять днів після весілля, Сабіха і Фарук переїхали в маєток Румеліхісарі. У жовтні того ж року її батько купив два будинки для своїх дочок у Нішанташі. Маєтки були відомі як палаци-близнюки. Один будинок він подарував Ульвіє-Султан, а другий Сабісі. Сабіха та Фарук вирішили жити в Нішанташі взимку та в Румеліхісарі влітку.

### Випуск і заслання

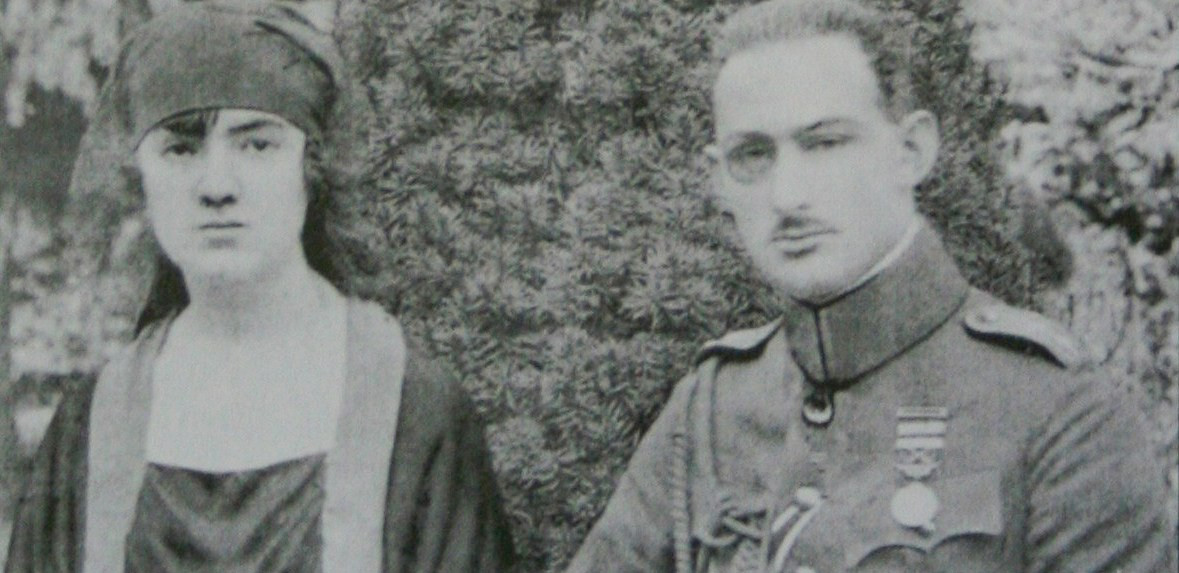
Сабіха та її чоловік Омер Фарук

Старша донька пари, Несліши-Султан, народилася 4 листопада 1921 року в палаці Нішанташі. Через два роки за нею народилася Ханзаде-Султан, яка народилася 19 вересня 1923 року в палаці Долмабахче.
Під час вигнання імператорської родини в березні 1924 року Сабіха з двома доньками покинула Туреччину. 11 березня вона залишила свій маєток у Румеліхісарі та сіла на Східний експрес, щоб приєднатися до свого чоловіка та тестя у Швейцарії. Пізніше вони переїхали до Ніцци, де 15 травня 1926 року народилася її молодша дочка Некла-Султан.
У 1930 році Шехзаде Ібрагім Тевфік, який тепер був безгрошівцем, разом із сім'єю приїхав жити до Ніцци в маленький котедж в сусідньому селі. Потім він переїхав до своєї двоюрідної сестри Сабіхи та Омера Фарука, де й помер у 1931 році.
Її мати також приїжджала з нею в Ніццу. Раніше їй відводили велику кімнату, яку вона ділила з принцом Ертугрулом, своїм пасинком, щоразу, коли він повертався з Грасса. У 1938 році після тяжкої хвороби матері вона разом із матір'ю та сестрою переїхала до Александрії.
У 1940 році вона була присутня на весіллі своєї дочки Несліші-Султан і принца Мохамеда Абдель Монейма, сина останнього хедива Єгипту Аббаса Хільмі II. Дві інші її дочки, Ханзаде-Султан і Некла-Султан, також стали дружинами єгипетських принців, Мехмеда Алі Ібрагіма в 1940 році та Амра Ібрагіма в 1943 році відповідно.

### Розлучення
Чоловік Сабіхи Омер Фарук проявив підвищений інтерес до своєї двоюрідної сестри Міхріши-Султан, доньки наслідного принца Шехзаде Юсуфа Іззеддіна. Також було відомо, що між Фаруком і Сабіхою не все добре.
У 1944 році Міхріша навіть стала на бік Фарука, коли рада обрала принца Ахмеда Ніхада главою родини. Тоді як Сабіха підтримала рішення ради та схвалила вибір очільника. Її дочки також стали на її бік. Фарук звинуватив Сабіху в тому, що вона налаштувала їхніх дочок проти нього. Але він уже був закоханий у Міхрішу, і питання ради було лише приводом.
І ось 5 березня 1948 року, після двадцяти восьми років шлюбу, Омер Фарук розлучився із Сабіхою та одружився з МіхрішеюСултан. Однак їхній шлюб не тривав довго, і через кілька років Міхріша з Фаруком розлучилася.

## Пізні роки
Після розлучення Сабіха-Султан покинула свій дім у Мааді на іншому кінці Каїра, щоб бути ближче до своєї старшої доньки, принцеси Несліші. Взявши з собою кілька речей, вона переїхала в маленьку квартиру в Геліополісі. Вона відправила свої меблі в будинок своєї другої доньки принцеси Ханзаде в Каїрі, коли та жила в Парижі. Але після єгипетської революції 1952 року все, що вона там мала, було конфісковано разом із усім майном її доньки та зятя.
Пізніше на деякий час Сабіха поїхала до Парижа, щоб жити з принцесою Ганзаде. Певний час Сабіха також проживала з Неслішою в Монтре. Тут вона відвідала свого двоюрідного брата Султанзаде Сабахаддін-бея, сина Сеніхи-Султан. Але як тільки жінкам-членам османської родини дозволили повернутися до Туреччини в 1952 році, вона переїхала до Стамбула. На вулиці Куюку Бостан у районі Нішанташі вона винайняла невелику квартиру, а ті кілька речей, які вона ще мала в Єгипті, відправила до Стамбула.

## Смерть
Сабіха-Султан померла 26 серпня 1971 року у віці сімдесяти семи років у своєму маєтку в Ченгелькей, Стамбулі, і була похована на кладовищі Асіян Асрі.

## Почесті
- Орден Дому Османа[38]
- Орден Меджіді, прикрашений коштовностями[38]
- Орден Благодійності 1-го ступеня[38]

## Діти
| Ім'я           | Народження           | Смерть               | Примітки                                                                                       |
| -------------- | -------------------- | -------------------- | ---------------------------------------------------------------------------------------------- |
| Несліша-Султан | 4 лютого 1921 року   | 2 квітня 2012 року   | Була у шлюбі один раз і мала сина та дочку; померла у Стамбулі, Туреччина                      |
| Ханзаде-Султан | 19 вересня 1923 року | 19 березня 1998 року | Була у шлюбі один раз і мала сина і дочку; померла у Парижі, Франція                           |
| Некла-Султан   | 15 травня 1926 року  | 6 жовтня 2006 року   | Народилася в Ніцці, Франція; була у шлюбі один раз і мала сина; померла у Лісабоні, Португалія |

## Походження
|  |                         |  |  |  |  |  |  |  |  |  |  |  |  |  |  |  |
|  | 8. Махмуд II            |  |  |  |  |  |  |  |  |  |  |  |  |  |  |  |
|  |                         |  |  |  |  |  |  |  |  |  |  |  |  |  |  |  |
|  |                         |  |  |  |  |  |  |  |  |  |  |  |  |  |  |  |
|  | 4. Абдул-Меджид I       |  |  |  |  |  |  |  |  |  |  |  |  |  |  |  |
|  |                         |  |  |  |  |  |  |  |  |  |  |  |  |  |  |  |
|  |                         |  |  |  |  |  |  |  |  |  |  |  |  |  |  |  |
|  | 9. Безміялем-Султан     |  |  |  |  |  |  |  |  |  |  |  |  |  |  |  |
|  |                         |  |  |  |  |  |  |  |  |  |  |  |  |  |  |  |
|  |                         |  |  |  |  |  |  |  |  |  |  |  |  |  |  |  |
|  | 2. Мехмед VI            |  |  |  |  |  |  |  |  |  |  |  |  |  |  |  |
|  |                         |  |  |  |  |  |  |  |  |  |  |  |  |  |  |  |
|  |                         |  |  |  |  |  |  |  |  |  |  |  |  |  |  |  |
|  | 10. Тахір Чачба         |  |  |  |  |  |  |  |  |  |  |  |  |  |  |  |
|  |                         |  |  |  |  |  |  |  |  |  |  |  |  |  |  |  |
|  |                         |  |  |  |  |  |  |  |  |  |  |  |  |  |  |  |
|  | 5. Гулусту-Ханим        |  |  |  |  |  |  |  |  |  |  |  |  |  |  |  |
|  |                         |  |  |  |  |  |  |  |  |  |  |  |  |  |  |  |
|  |                         |  |  |  |  |  |  |  |  |  |  |  |  |  |  |  |
|  | 1. Сабіха-Султан        |  |  |  |  |  |  |  |  |  |  |  |  |  |  |  |
|  |                         |  |  |  |  |  |  |  |  |  |  |  |  |  |  |  |
|  |                         |  |  |  |  |  |  |  |  |  |  |  |  |  |  |  |
|  | 6. Хасан Маршан         |  |  |  |  |  |  |  |  |  |  |  |  |  |  |  |
|  |                         |  |  |  |  |  |  |  |  |  |  |  |  |  |  |  |
|  |                         |  |  |  |  |  |  |  |  |  |  |  |  |  |  |  |
|  | 3. Назікеда-Кадин       |  |  |  |  |  |  |  |  |  |  |  |  |  |  |  |
|  |                         |  |  |  |  |  |  |  |  |  |  |  |  |  |  |  |
|  |                         |  |  |  |  |  |  |  |  |  |  |  |  |  |  |  |
|  | 7. Фатма Горекан Аредба |  |  |  |  |  |  |  |  |  |  |  |  |  |  |  |
|  |                         |  |  |  |  |  |  |  |  |  |  |  |  |  |  |  |
|  |                         |  |  |  |  |  |  |  |  |  |  |  |  |  |  |  |